# Ford Fairlane (Ameryka Północna)
Ford Fairlane – samochód osobowy klasy wyższej produkowany pod amerykańską marką Ford w latach 1955–1970.

## Pierwsza generacja

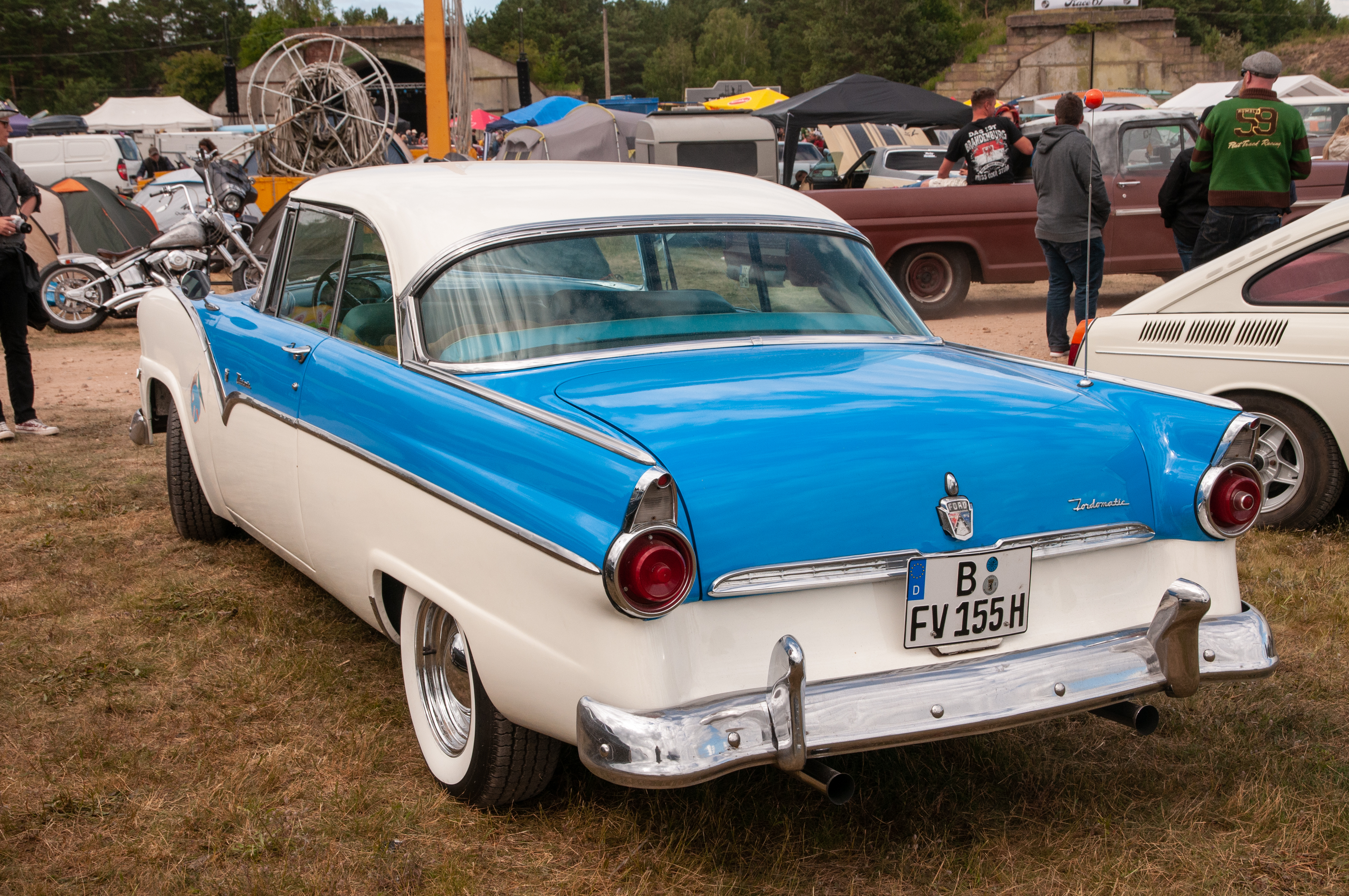
Ford Fairlane I - tył

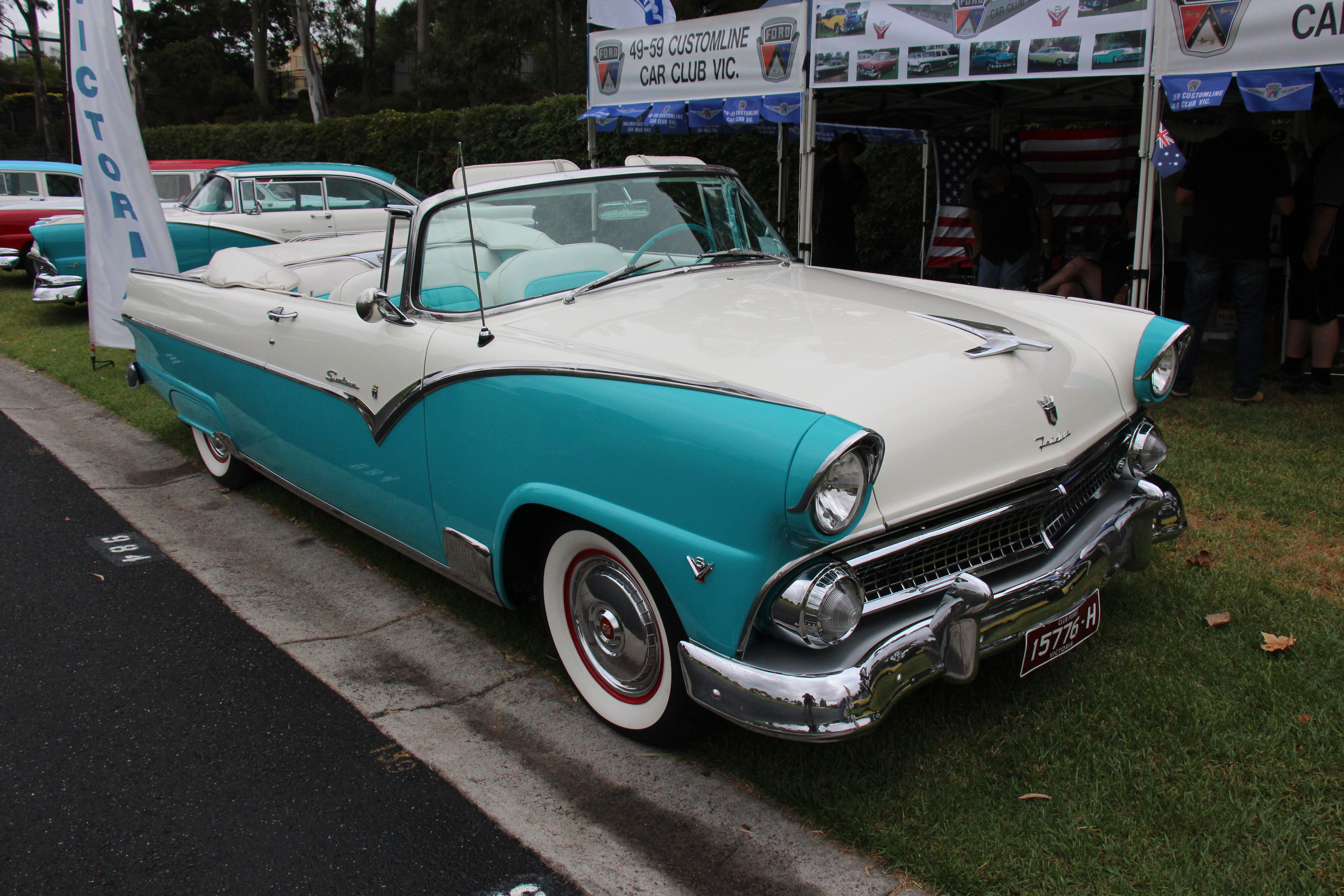
Ford Fairlane I Cabriolet

Ford Fairlane I został zaprezentowany po raz pierwszy w 1955 roku.
W 1955 roku północnoamerykański oddział Forda uzupełnił swoją lokalną ofertę o nową linię modelową Fairlane opartą na technice takich modeli, jak Mainline czy Crestline. Samochód zyskał charakterystyczne, masywne proporcje z dwukolorowym malowaniem nadwozia i motywem łukowych przetłoczeń na karoserii. Okrągłe reflektory współgrały z niżej położonymi wyeksponowanymi kloszami kierunkowskazów. Pierwsza generacja Forda Fairlane oferowana była w wielu wariantach nadwoziowych, których dodatkowa była uzależniona od wariantu wyposażeniowego.

### Silniki
- L6 2.2l I-Block
- V8 2.7l Y-Block
- V8 2.9l Thunderbird
- V8 3.1l Thunderbird

## Druga generacja

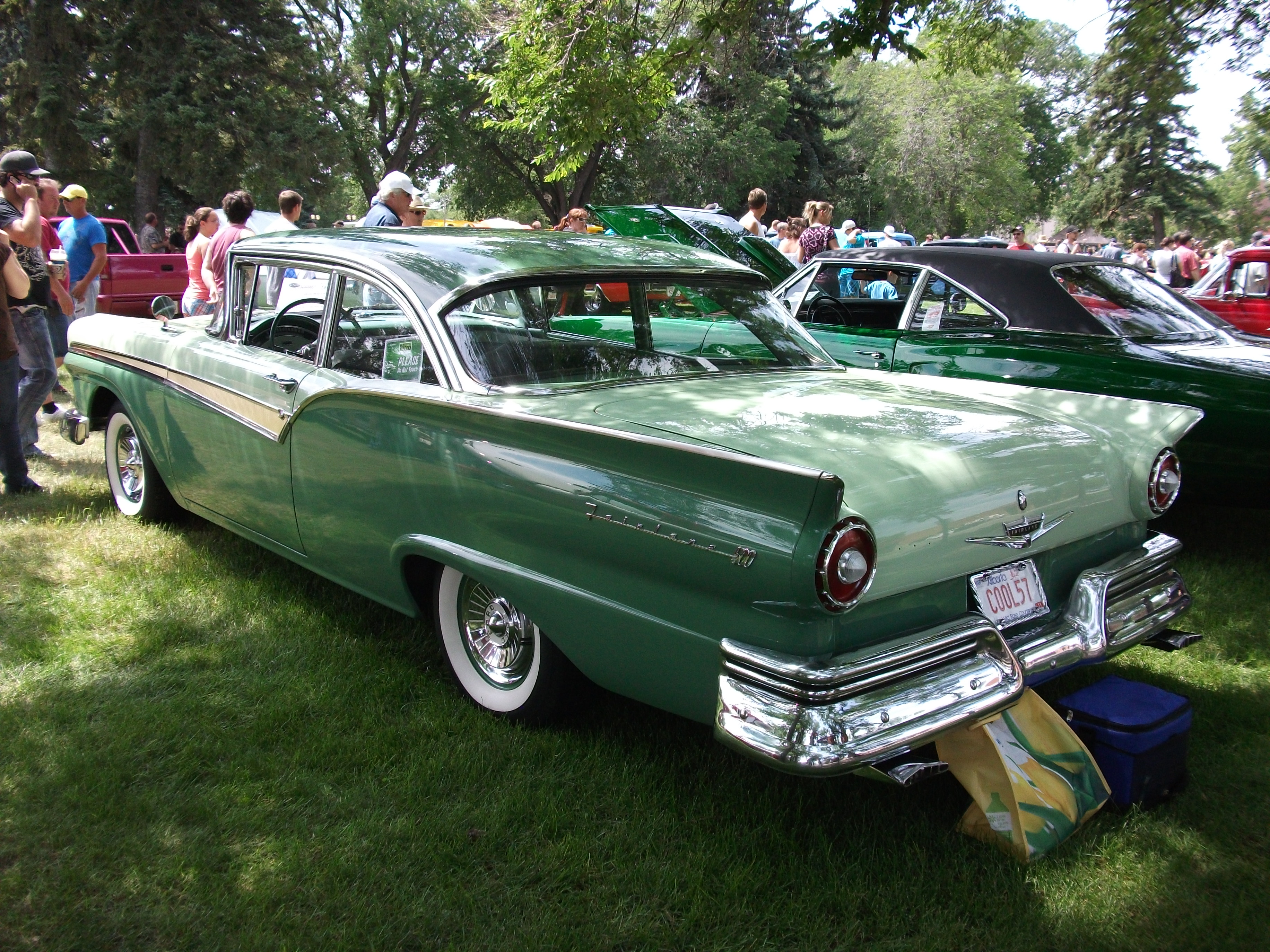
Ford Fairlane II - tył

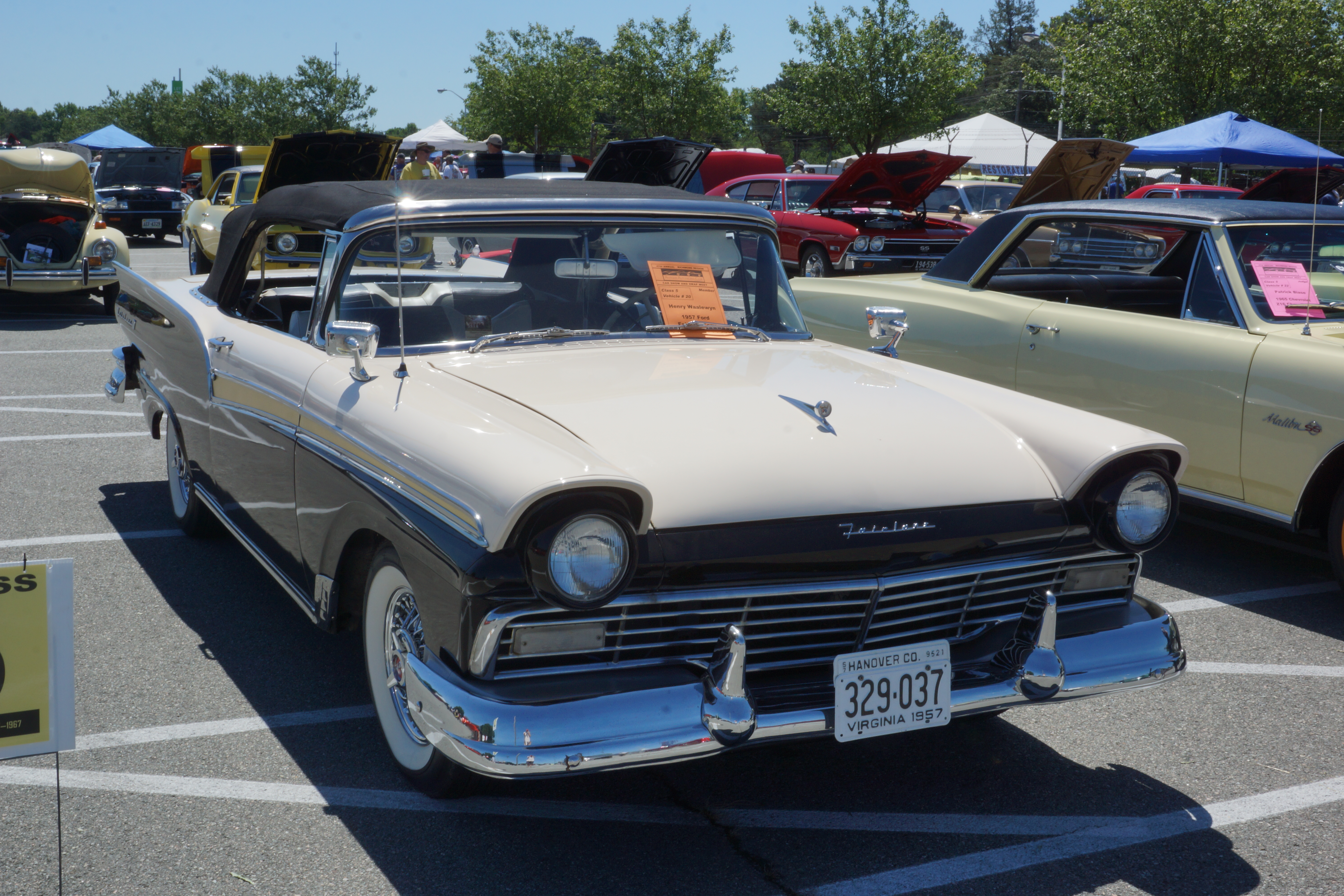
Ford Fairlane II Cabriolet

Ford Fairlane II został zaprezentowany po raz pierwszy w 1957 roku.
W 1957 roku zadebiutowała druga generacja Forda Fairlane, która powstała na zmodernizowanej platformie poprzednika. Samochód zyskał bardziej awangardową sylwetkę, z większą chromowaną atrapą chłodnicy, niżej osadzonymi reflektorami i bardziej rozbudowanymi, skrzydlatymi tylnymi nadkolami, na których osadzone były niewielkie, okrągłe czerwone lampy. Fairlane II stał się też wyraźnie większy, zyskując szczególnie na długości karoserii. Wygląd przedniego pasa był uzależniony od wersji wyposażeniowej, które były podobnie rozbudowane co w przypadku poprzednika.

### Silniki
- L6 2.2l Mileage Maker
- V8 2.9l Thunderbird
- V8 3.1l Thunderbird
- V8 3.3l Interceptor
- V8 3.5l Interceptor

## Trzecia generacja

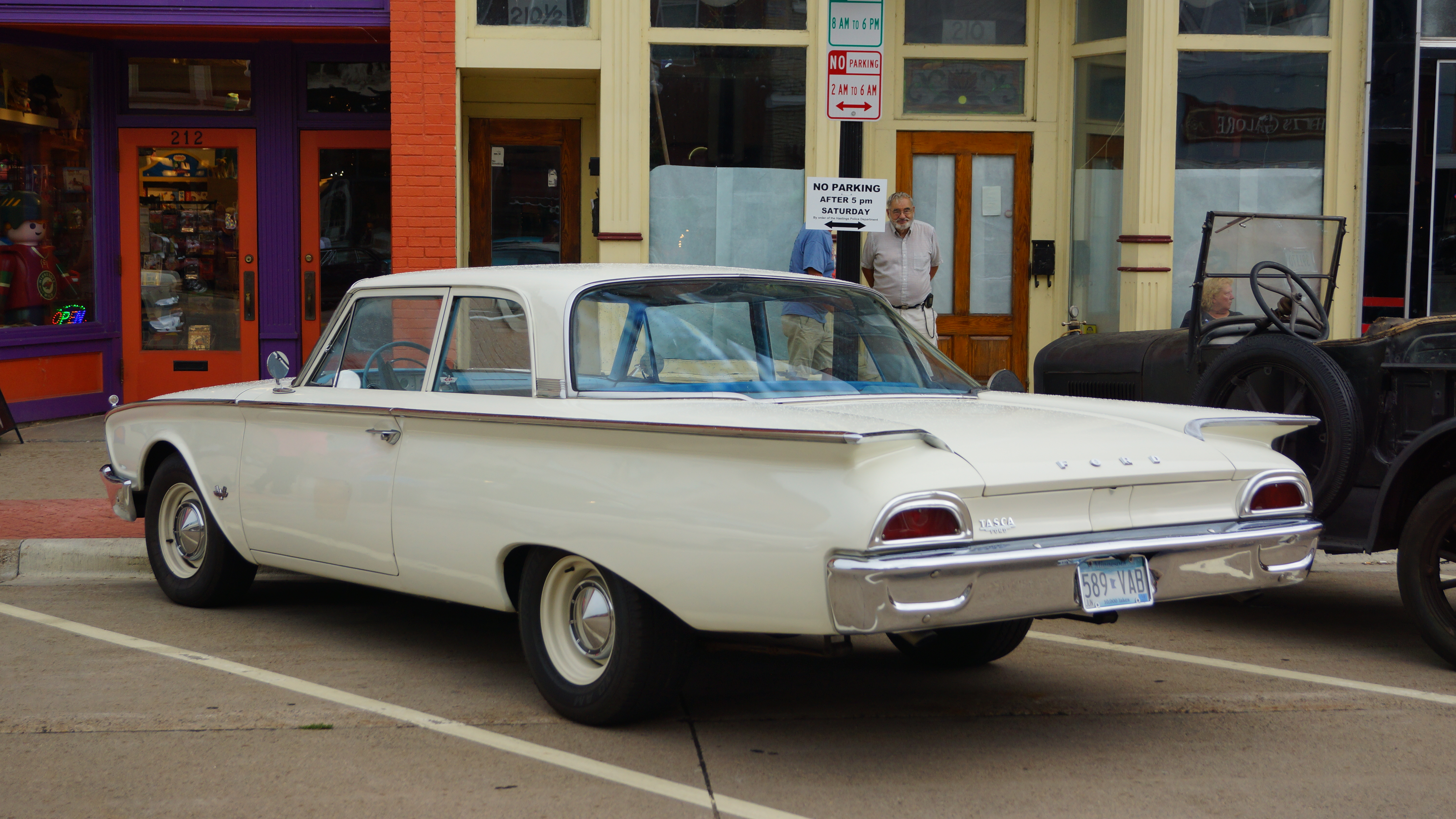
Ford Fairlane III - tył

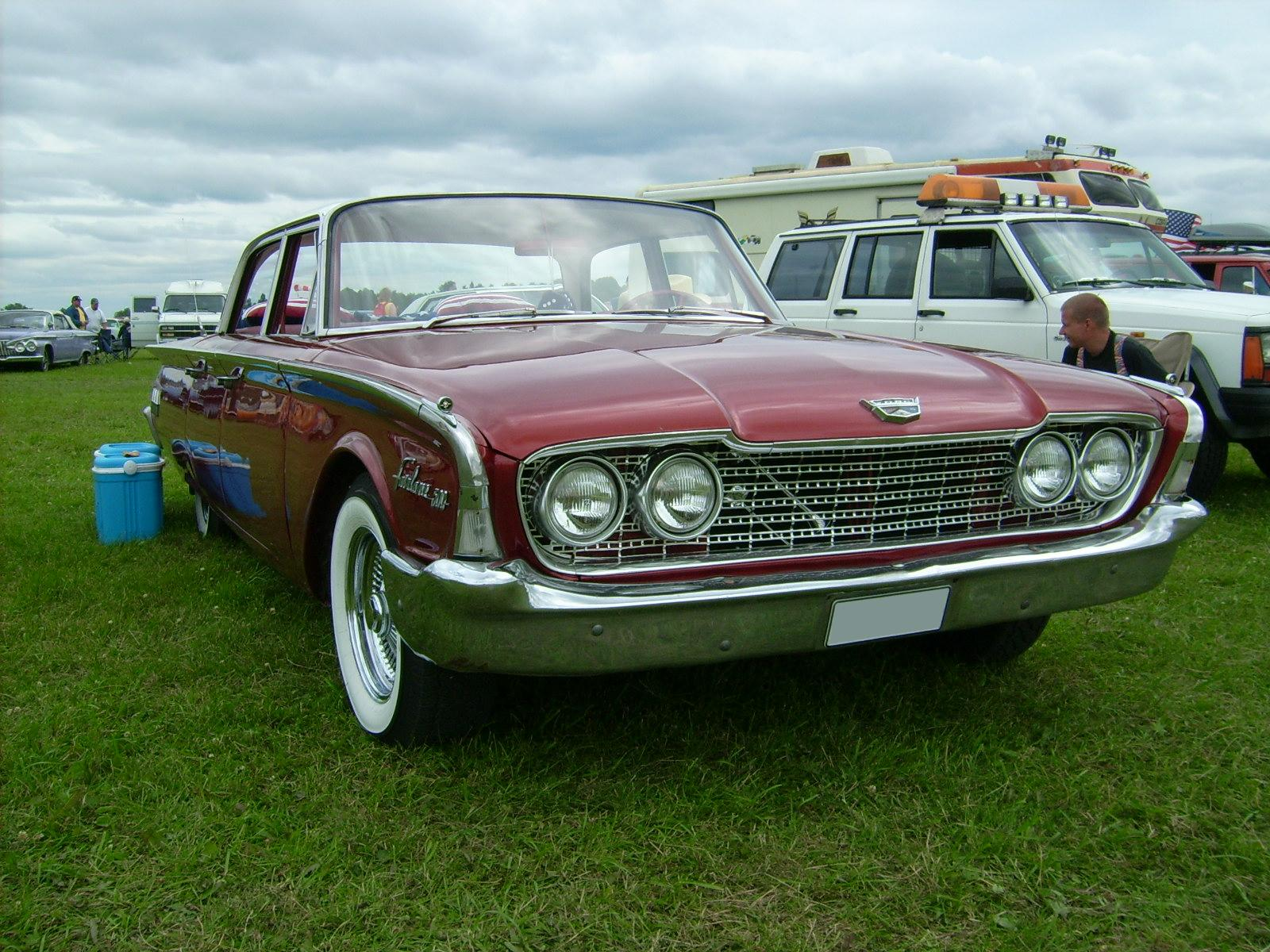
Ford Fairlane III Sedan

Ford Fairlane III został zaprezentowany po raz pierwszy w 1960 roku.
Trzecia generacja Forda Fairlane przeszła duży zakres zmian w stosunku do poprzednika, ponownie zyskując jeszcze większe nadwozie, stając się samochodem pełnowymiarowym. Samochód ponownie zyskał na długości, zyskując zarazem bardziej zwarte proporcje. Nadwozie pozbawiono awangardowych przetłoczeń i nieszablonowych form typowych dla poprzedników, wprowadzając więcej stonowanych kształtów. Przód dominowała duża, chromowana atrapa chłodnicy, na której zamontowano podwójne, okrągłe reflektory. Z kolei tylne nadkole zostało do połowy zakryte, a nadwozie było dostępne opcjonalnie w dwukolorowym malowaniu.

### Silniki
- L6 2.2l Mileage Maker
- V8 2.9l Thunderbird
- V8 3.5l Thunderbird
- V8 3.9l Thunderbird

## Czwarta generacja

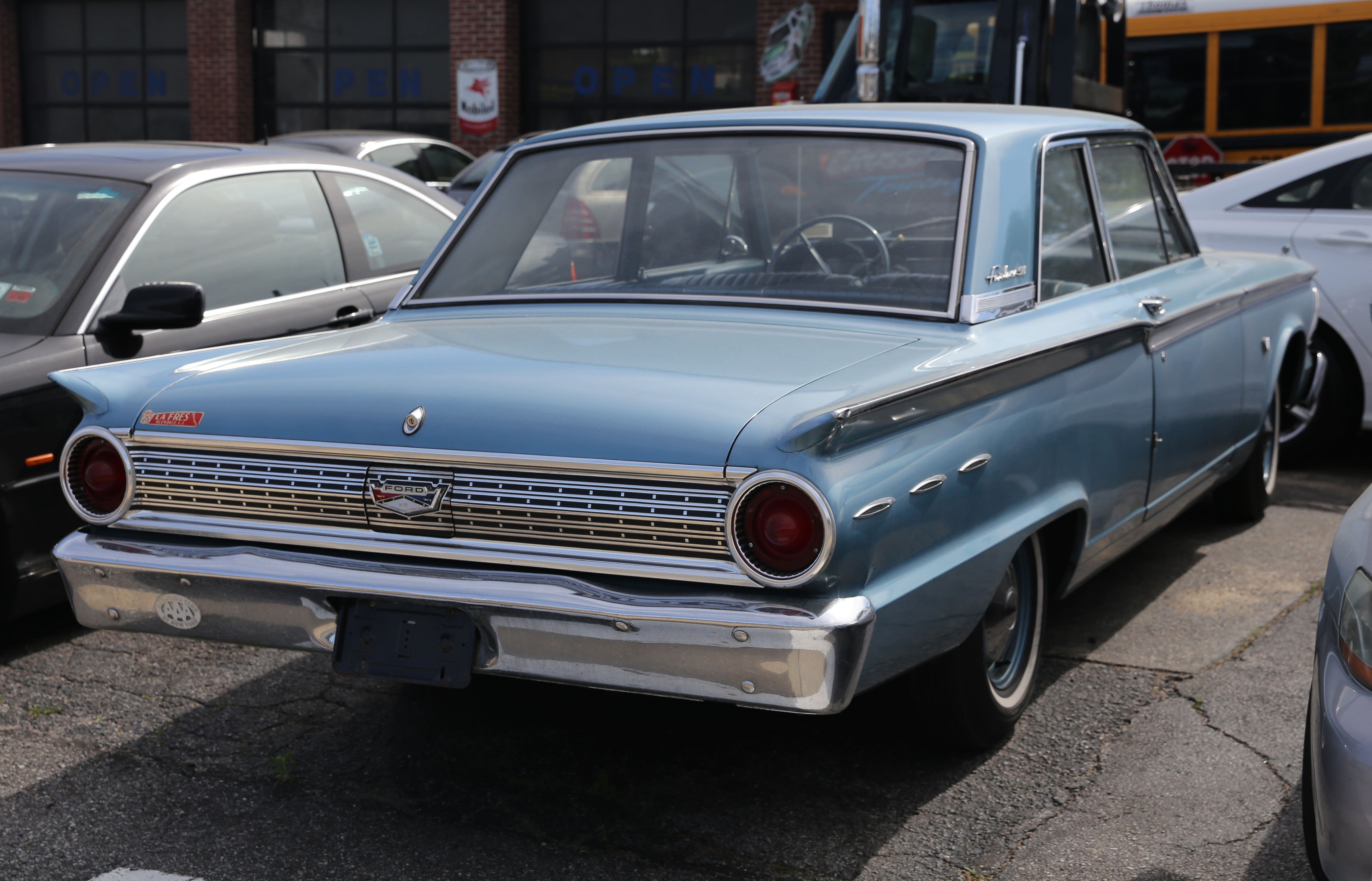
Ford Fairlane IV - tył

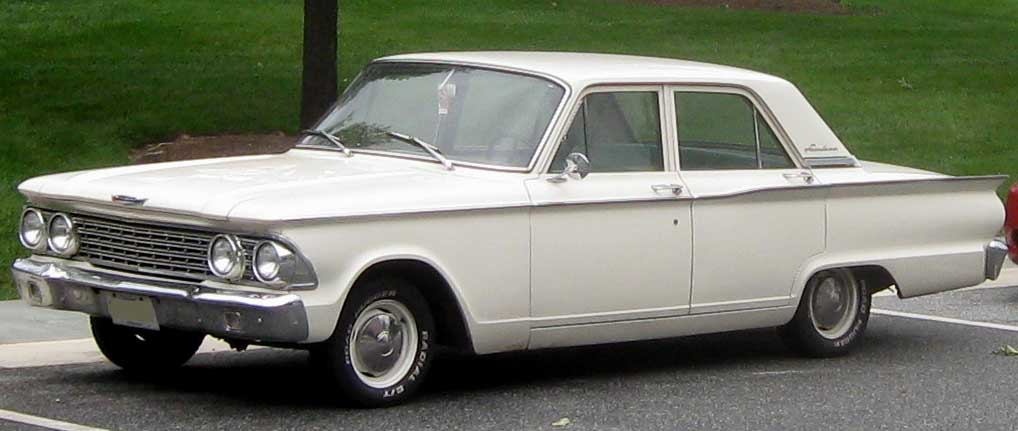
Ford Fairlane IV Sedan

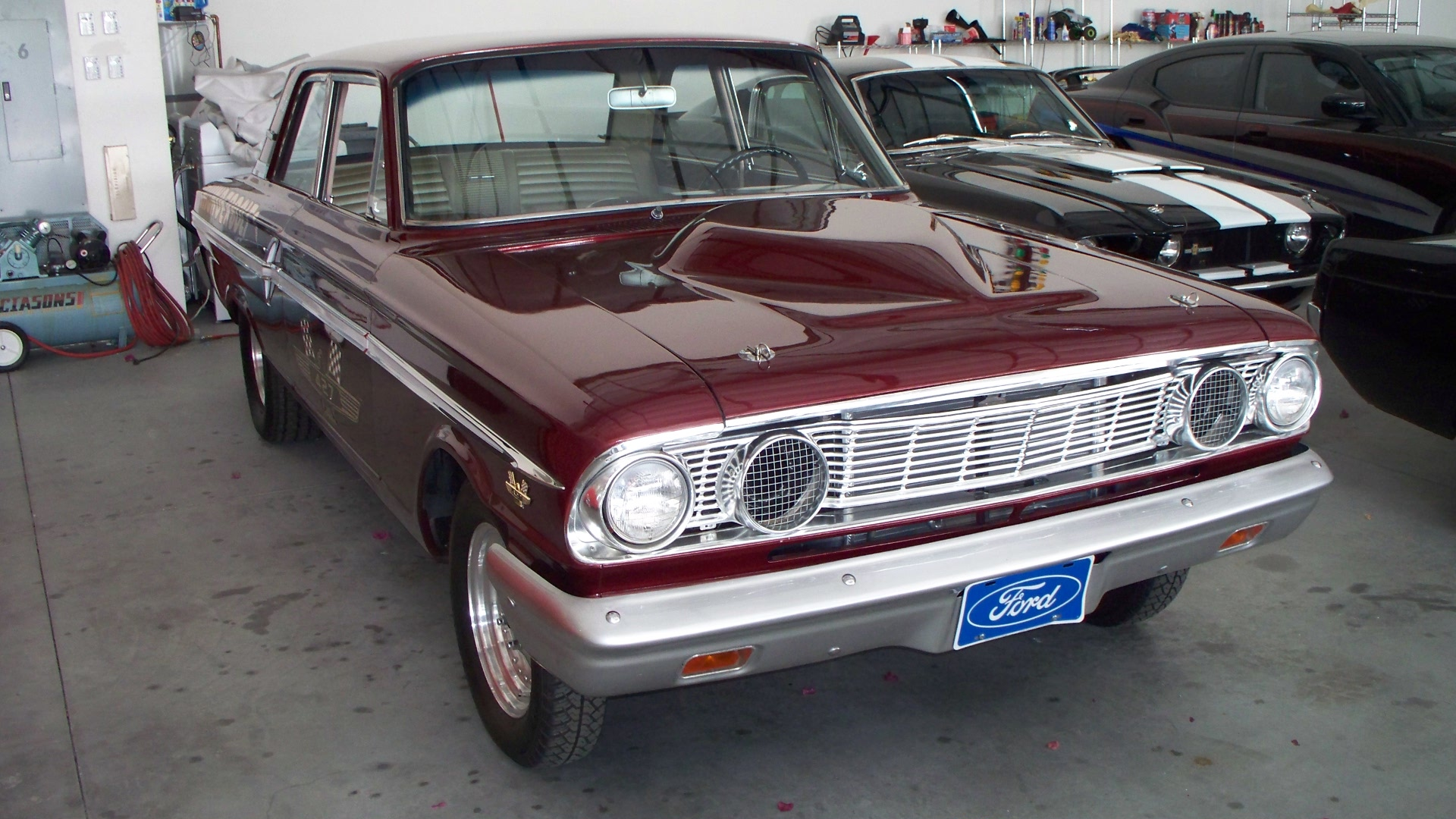
Ford Fairlane Thunderbolt

Ford Fairlane IV został zaprezentowany po raz pierwszy w 1962 roku.
Opracowując czwartą generację Forda Fairlane, producent zdecydował się dostosować ją do wprowadzonych w międzyczasie zmian w portfolio marki. Rolę pełnowymiarowego modelu w ofercie, jaką pełniła trzecia generacja, przejęło kolejne wcielenie modelu Galaxie. W ten sposób, Fairlane IV stał się ponownie mniejszym samochodem zaliczanym do klasy wyższej. Nadwozie otrzymało stonowane proporcje, z dużym chromowanym pasem przednim i podobnym motywem przeniesionym do tylnej części nadwozia.

### Fairlane Thunderbolt
Na bazie czwartej generacji Forda Fairlane powstał także samochód sportowy Fairlane Thunderbolt wyróżniał się on niżej poprowadzoną linią dachu, innym wyglądem zderzaków, a także specjalną jednostką napędową - 7-litrowym silnikiem V8 Ford Fe rozwijającym moc 425 KM.

### Silniki
- L6 1.7l Fairlane
- L6 2.0l Fairlane
- V8 2.2l Challenger
- V8 2.6l Challenger
- V8 2.8l Challenger
- V8 4.2l FE

## Piąta generacja

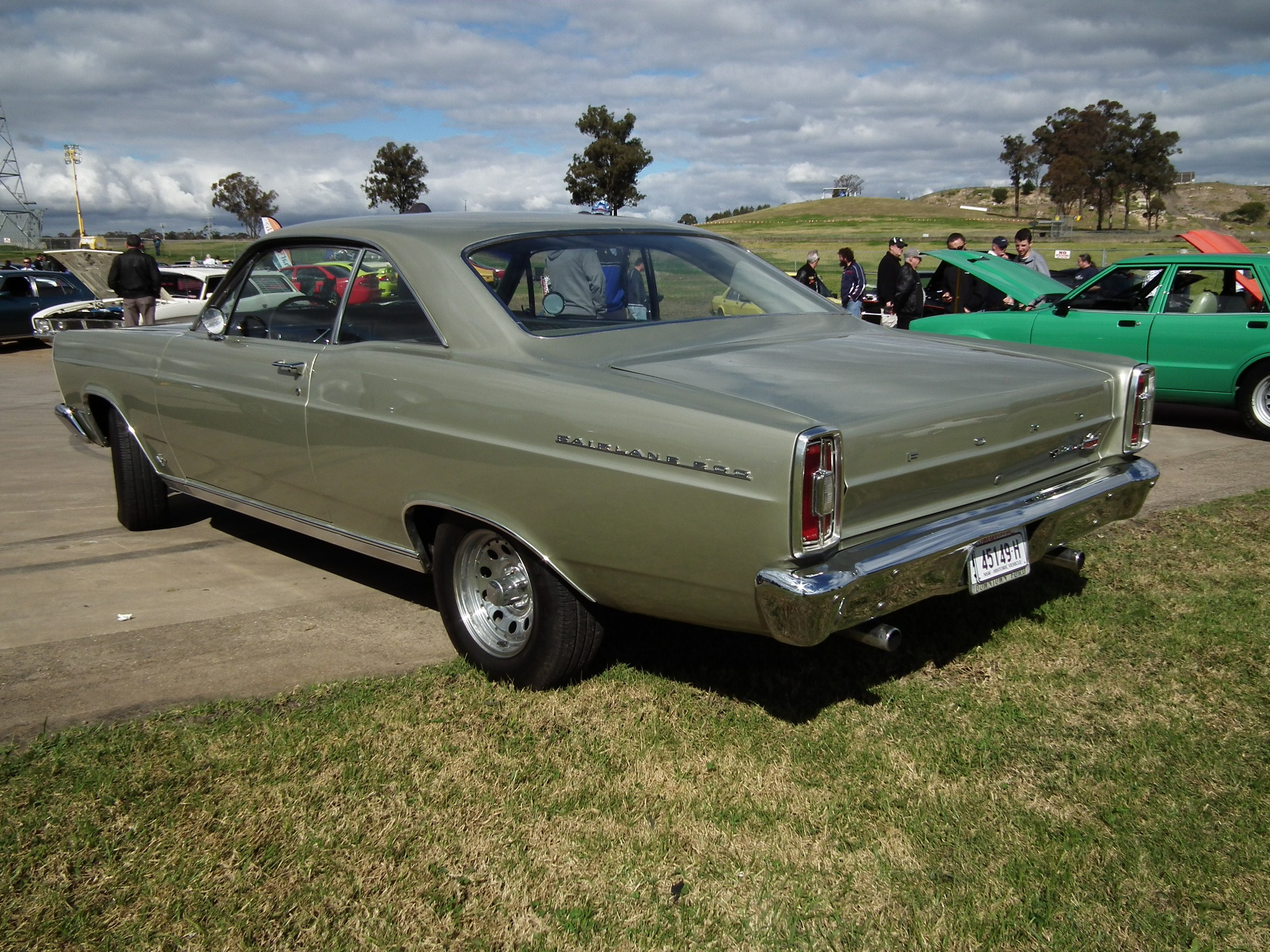
Ford Fairlane V - tył

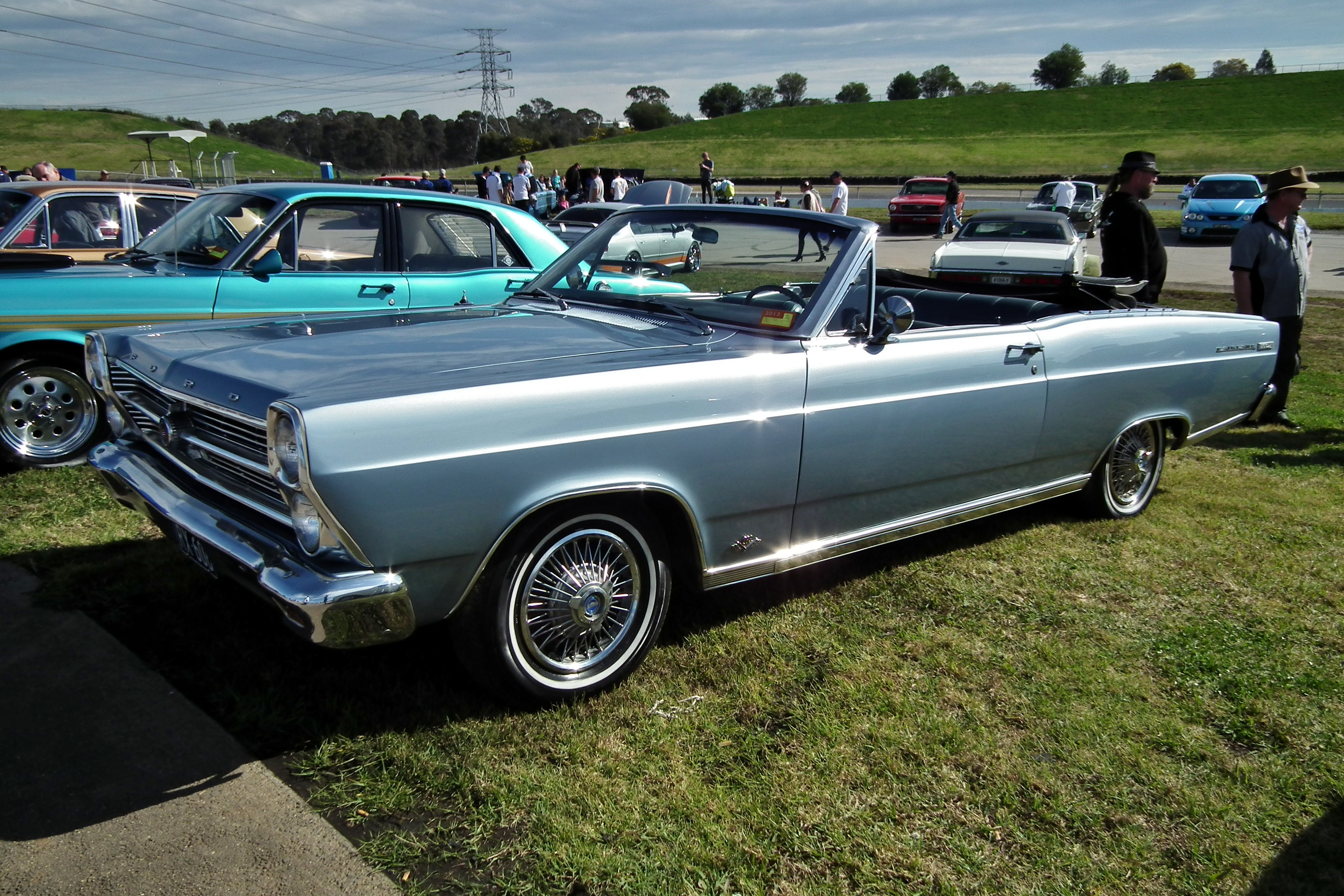
Ford Fairlane V Cabriolet

Ford Fairlane V został zaprezentowany po raz pierwszy w 1966 roku.
Piąta generacja Forda Fairlane utrzymana została w nowym kierunku stylistycznym marki. Charakterystycznym elementem stylistyki stało się wyraźnie zaakcentowane przetłoczenie biegnące przez całą długość nadwozia, a także obły tylny błotnik oraz podwójne, pionowo umieszczone reflektory. Ostatnie rozwiązanie było popularną praktyką stylistów w Ameryce Północnej w latach 60. XX wieku. Motyw pionowych lamp zachowano także w tylnej części nadwozia. Gama nadwoziowa składała się ponownie także z 5-drzwiowego kombi.

### Silniki
- L6 2.0l Fairlane
- V8 2.8l Challenger
- V8 3.9l Thunderbird
- V8 4.2l Cobra

## Szósta generacja

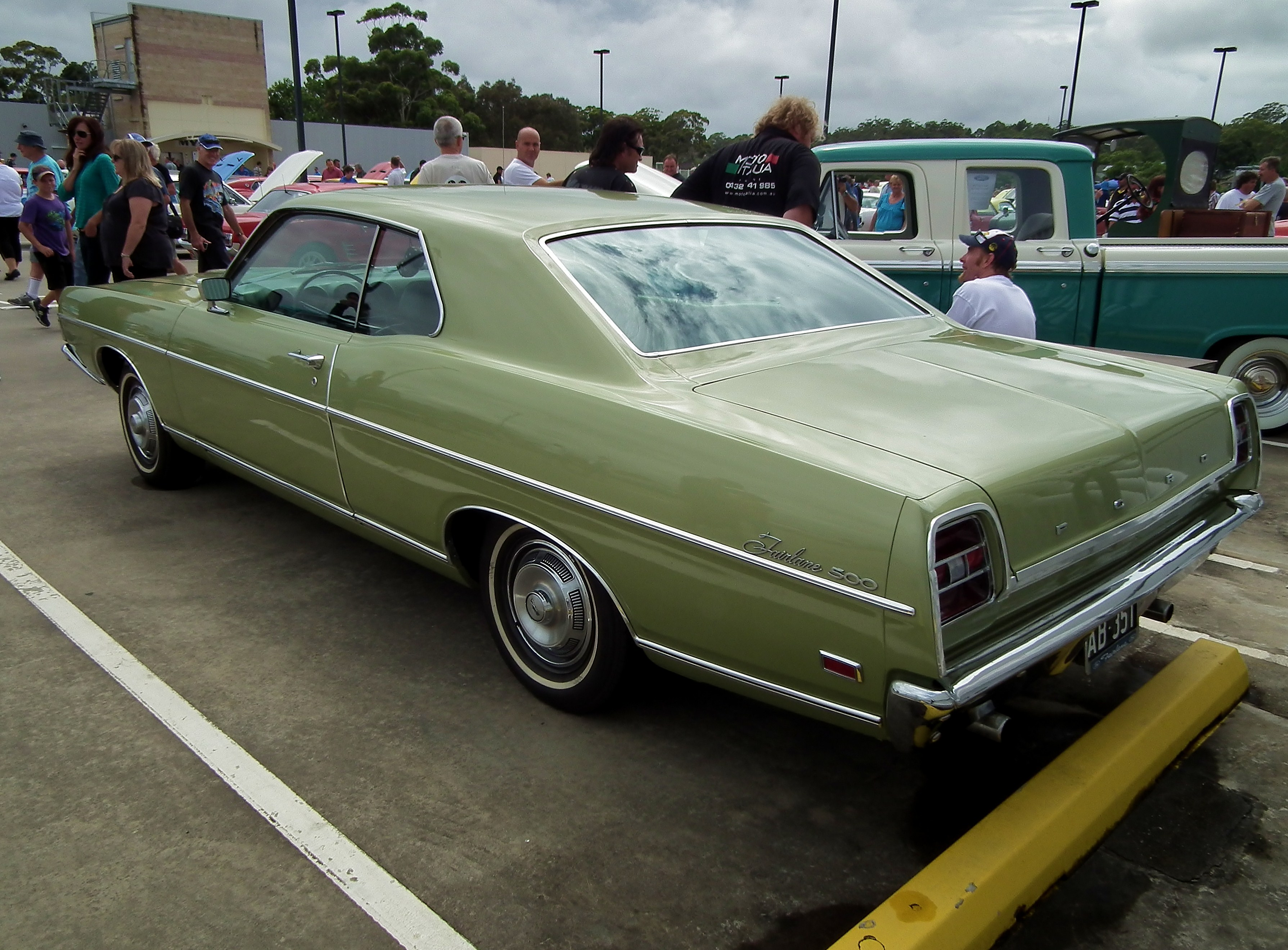
Ford Fairlane VI - tył

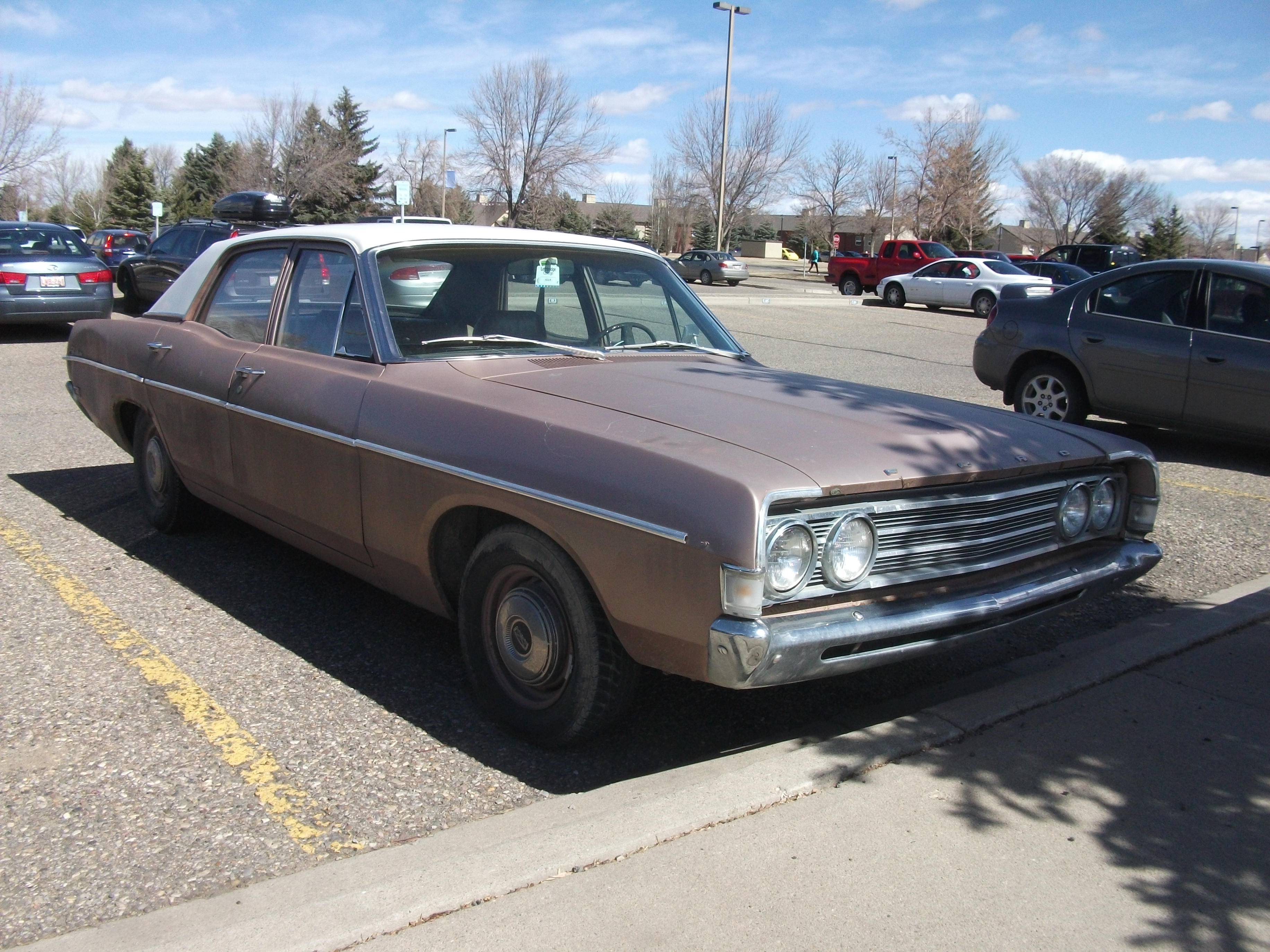
Ford Fairlane VI Sedan

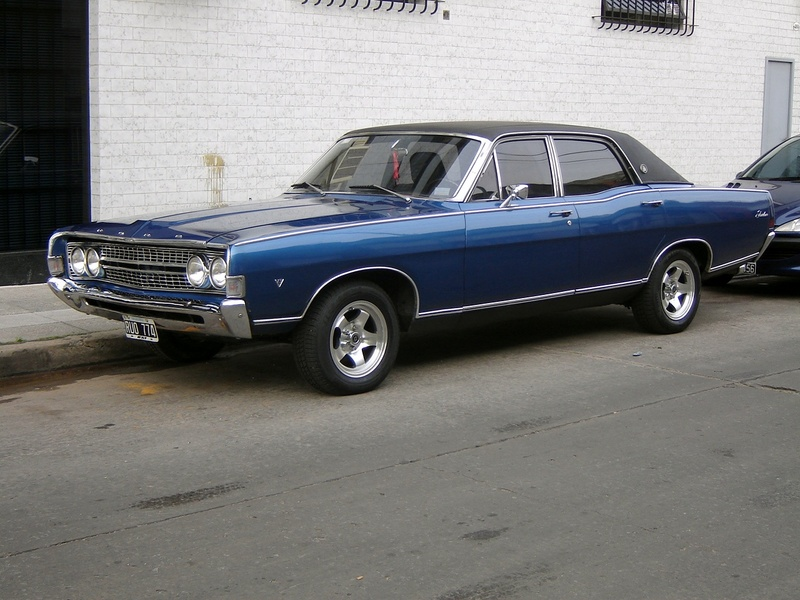
argentyński Ford Fairlane

Ford Fairlane VI został zaprezentowany po raz pierwszy w 1968 roku.
Pod koniec lat 60. XX wieku amerykański oddział Forda przedstawił kolejną odsłonę modelu Fairlane. Tworząc projekt nadwozia, producent ponownie wykonał zwrot w kierunku bardziej stonowanych i prostych kształtów. Nadwozie stało się kanciaste, z dużym masywnym pasem przednim. Podobnie jak czwartą generację, zdobiła go duża chromowana atrapa chłodnicy, na której osadzono podwójne okrągłe reflektory. Jednocześnie, w przypadku odmiany coupe producent zastosował rozwiązania stylistyczne nawiązujące do takich modeli, jak Ford Mustang, co przejawiało się łagodnie opadającym dachem z wlotami powietrza w słupkach C.

### Argentyna
Poza Ameryką Północną, Ford Fairlane szóstej generacji był produkowany także w Argentynie, gdzie sprzedaż ruszyła w tym samym roku, kiedy na rodzimym rynku amerykańskim producent podjął decyzję o dyskontynuacji tej linii modelowej w dotychczasowym kształcie. W Argentynie Ford Fairlane był produkowany przez kolejne 12 lat, aż do 1981 roku. Przez ten czas przeszedł jedynie nieznaczne zmiany w wyglądzie.

### Silniki
- L6 2.0l Thunderbird
- L6 2.5l Thunderbird
- V8 2.8l Windsor
- V8 3.0l Windsor
- V8 3.5l Windsor
- V8 3.9l Thunderbird
- V8 4.5l FE

## Siódma generacja

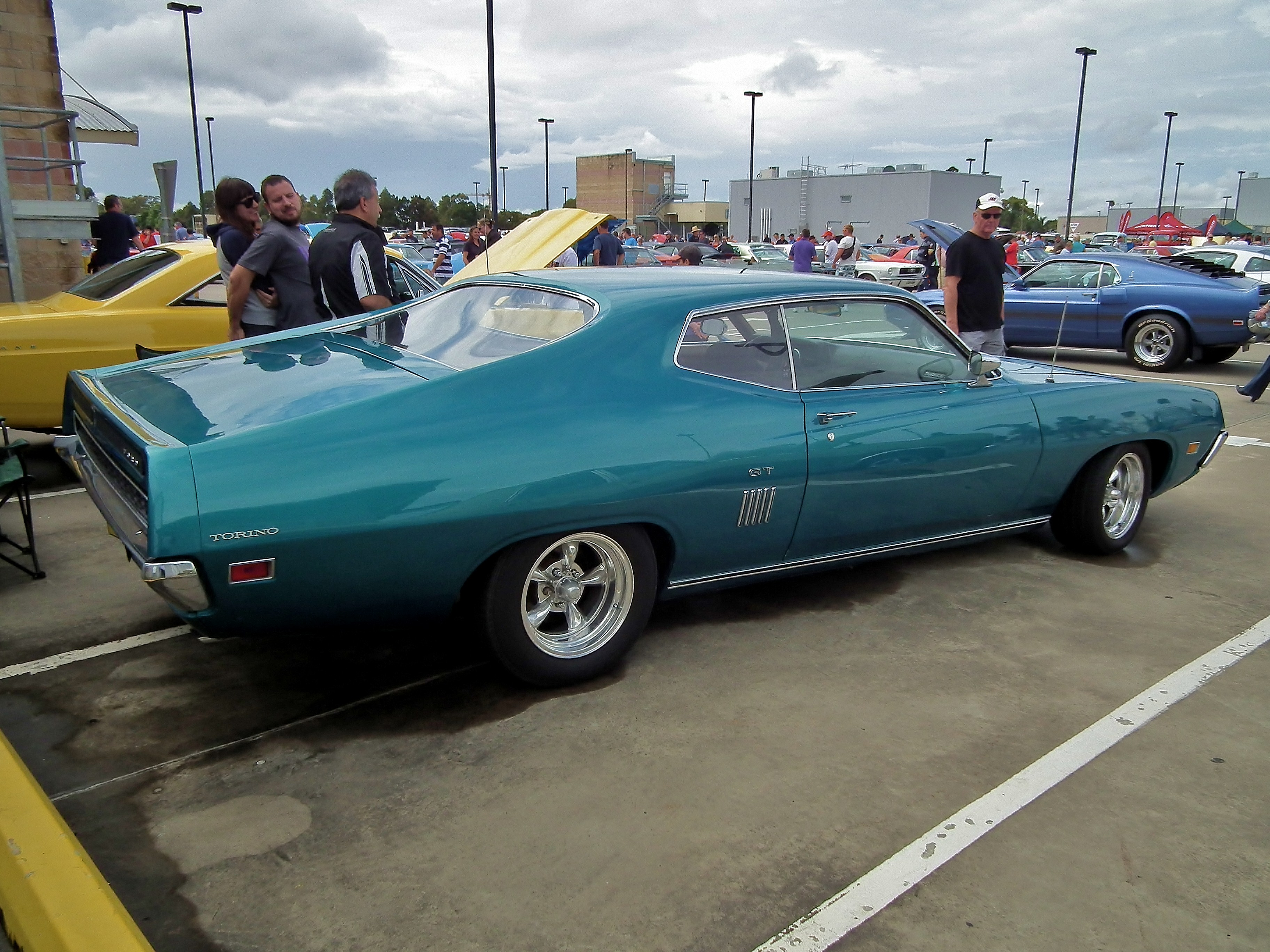
Ford Fairlane VII - tył

Ford Fairlane VII został zaprezentowany po raz pierwszy w 1969 roku.
Prezentując siódmą i zarazem ostatnią generację modelu Fairlane, Ford zdecydował się znacznie okroić rolę tego modelu w swojej dotychczasowej gamie. Tym razem samochód stał się jedynie tańszym wariantem modelu Torino, będąc oferowanym wyłącznie jako 2-drzwiowe coupe. Przednia część nadwozia wyróżniała się chromowaną atrapą chłodnicy i podwójnymi reflektorami, a tylną część nadwozia zdobił łagodnie opadający dach.

### Koniec produkcji i następca
Produkcja amerykańskiego Forda Fairlane zakończyła się w 1970 roku, po czym zastąpiło go kolejne wcielenie sportowego modelu Torino, a nazwa Fairlane zniknęła z użycia w Ameryce Północnej.

### Silniki
- L6 2.5l Fairlane
- V8 3.0l Windsor
- V8 3.5l Windsor
- V8 3.5l Cleveland
- V8 4.2l 385